# Lista de prêmios recebidos pela Acadêmicos de Santa Cruz
Esta lista reúne os principais prêmios recebidos pela Acadêmicos de Santa Cruz.

## Campeonatos
- 1961 - Santa Cruz - "Vultos imortais"[1]
- 1962 - Santa Cruz - "O baile da familia imperial"[1]
- 1963 - Grupo de Acesso B - "Rio de outras eras"[1]
- 1965 - Grupo de Acesso A - "Rio, quatro séculos de glórias"[1]
- 1969 - Grupo de Acesso A - "O Rio dos vice-reis"[1]
- 1973 - Grupo de Acesso B - "Rio de todos os tempos"[1]
- 1980 - Grupo de Acesso B - "Um domingo na Quinta da Boa Vista"[1]
- 1989 - Grupo de Acesso A - "Stanislaw, uma história sem final"[1]
- 1996 - Grupo de Acesso A - "Ribalta, luz, sonho e ilusão"[1]
- 2002 - Grupo de Acesso A - "Papel - Das origens à folia, história, arte e magia"[1]

## Estandartes de Ouro
- Melhor Mestre-Sala - Alex (1990)[2]
- Melhor Samba Enredo do Grupo Acesso (1991)[3]
- Melhor Samba Enredo do Grupo Acesso (1995) [3]
- Melhor Samba Enredo da Série A (2020)[4]

## Prêmio Samb@net
- Melhor ala das baianas (1999)[5]
- Prêmio especial Dona Mariquinha, baiana mais antiga da escola (1999) [5]
- Melhor casal de M.S e P.B - Gisele e Eduardo (2000) [6]
- Melhor ala das crianças - Monstrinhos (2001) [7]
- Melhor enredo (2001) [7]
- Mais elegante velha guarda (2001)  [7]
- Melhor alegoria, Abre-Alas (2002)  [8]
- Melhor destaque de luxo, destaque principal do Abre-Alas (2002) [8]
- Melhor enredo (2002) [8]
- Melhor escola (2002) [8]
- Melhor casal de M.S. e P.B - Cintia e Eduardo (2004) [9]
- Melhor casal de M.S. e P.B - Cintia e Eduardo (2005) [10]
- Revelação, interpreté Daniel Silva (2005) [10]
- Melhor comissão de frente (2006) [11]
- Melhor enredo (2006) [11]
- Melhor conjunto de passista (2007) [12]
- Melhor ala das crianças - Expo (2008) [12]
- Melhor ala das crianças (2010) [13]
- Melhor Samba enredo da Série A (2020)
- Melhor Samba enredo da Série A (2020)

## Troféu Jorge Lafond
- Melhor Comissão de Frente (2005) [14]
- Melhor Ala das Baianas (2006) [15]
- Melhor Mestre Sala, Eduardo (2007) [16]
- Melhor interprete, David do Pandeiro (2007) [16]
- Mais elegante velha-guarda (2007) [16]
- Melhor Ala das Crianças (2008) [17]
- Melhor Mestre Sala, Eduardo (2010) [18]
- Mais elegante velha-guarda (2011) [19]

## Prêmio Plumas e Paetês
- Destaque masculino, João Batista (2006)[20]
- Destaque masculino, João Batista (2007)[21]
- Melhor escultor, Ricardo Dennis (2009)[22]
- Melhor Maquiador Artístico, Marcelo Augusto (2009) [22]
- Melhor destaque masculino do Grupo de Acesso A, Edmilson Araujo (2012) [23]
- Figurinista, Sylvio Cunha (2013)[24]